# Cattedrale di Sant'Anna (Belfast)
La Cattedrale di Sant'Anna (in inglese: St Anne’s Cathedral o Cathedral Church of St. Anne), nota anche come Cattedrale di Belfast (in inglese Belfast Cathedral), è un tempio religioso della Chiesa d'Irlanda situato in Donegall Street, Belfast, Antrim, in Irlanda del Nord. La cattedrale serve due diocesi separate: Connor e Down e Dromore (rispettivamente anglicana e cattolica) nonostante non sia la sede di nessuna delle due, sebbene si trovi all'interno della prima diocesi.
All'inizio non era considerata "cattedrale" nel senso esatto del termine, ma era la chiesa-sede del vescovo, tuttavia, appare intitolata come tale.

## Storia
Il 6 settembre 1899 la contessa di Shaftesbury pose la prima pietra dell'opera progettata dall'architetto Sir Thomas Drew. L'antica parrocchia di Santa Ana progettata da Francis Hiorne sarebbe rimasta in uso fino al 31 dicembre 1903, quando sarebbe stata sostituita dalla nuova cattedrale. La navata fu originariamente costruita sul terreno della chiesa dopo che era stata demolita. Il 2 giugno 1904 fu consacrata.
Dal 1924 l'ala ovest sarebbe stata costruita come memoriale per i morti dell'Ulster deceduti dopo aver prestato servizio nella prima guerra mondiale. Il 2 giugno 1925, il governatore dell'Irlanda del Nord, il duca di Abercorn, pose la prima pietra, completando la facciata progettata dall'architetto: Sir Charles Archibald Nicholson.
Allo stesso tempo fu costruito il passaggio centrale dove si trovano le città del coro. Successivamente furono aggiunti il battistero e la cappella dello Spirito Santo con i suoi affreschi raffiguranti San Patrizio.
Nel 1935 il leader unionista Edward Carson, morto durante la crisi dell'Home Rule, fu sepolto nella navata sud. Nel 1941 la cattedrale fu gravemente danneggiata da una bomba tedesca. Nel 1955 iniziò la costruzione del deambulatorio nella sala est. Questi lavori erano destinati a terminare nel 1959, tuttavia sono durati altri dieci anni fino a quando non è stato possibile lavorare sui transetti nord e sud. Il conflitto nordirlandese e l'inflazione hanno portato a lunghi ritardi e problemi di finanziamento.
Nel transetto sud si trovano la cappella Unitaria e la sala dell'organo mentre a nord si può vedere all'esterno una grande croce celtica disegnata da John MacGeagh. Nel 1981 fu inclusa nei lavori la cappella del Royal Ulster Rifle Regiment.
Nell'aprile 2007, una spirale in acciaio inossidabile di 40 metri è stata installata in cima alla cattedrale. Chiamata "la Spirale della Speranza", la struttura è illuminata di notte e fa parte del programma di sviluppo del distretto.